# Attilio Marazzini
Attilio Marazzini (Parabiago, 5 gennaio 1922 – ...) è stato un calciatore italiano, di ruolo attaccante.

## Carriera
Cresciuto nella "Ferrario" di Parabiago, milita per quasi tutta la sua carriera nel Seregno, fatta eccezione per una breve parentesi al Sondrio. Con il Seregno debutta in Serie B nella stagione 1946-1947, disputando tre campionati cadetti prima della retrocessione in Serie C avvenuta nel 1949 e totalizzando 92 presenze e 25 reti.
Al termine della stagione 1949-1950 raggiunge nuovamente con i lombardi la Serie B.

## Palmarès

### Club

#### Competizioni nazionali
- Serie C: 1

Seregno: 1949-1950